# Dysmachus picipes
Dysmachus picipes är en tvåvingeart som först beskrevs av Johann Wilhelm Meigen 1820.  Dysmachus picipes ingår i släktet Dysmachus och familjen rovflugor. Inga underarter finns listade i Catalogue of Life.